# Сан-Марино на зимних Олимпийских играх 2022
Сборная Сан-Марино приняла участие в зимних Олимпийских играх 2022 года  , прошедших в Пекине, Китай, с 4 по 20 февраля
Команда Сан-Марино состояла из двух спортсменов, соревнующихся в горнолыжном спорте . Во время церемонии открытия знаменосцами страны были Маттео Гатти и Анна Торсани. Маттео также был знаменосцем на церемонии закрытия .

## Результаты

### Горнолыжный спорт
| Спортсмен    | Дисциплина        | 1-й спуск | 1-й спуск | 2-й спуск | 2-й спуск | Итог    | Итог  |
| Спортсмен    | Дисциплина        | Время     | Место     | Время     | Место     | Время   | Место |
| ------------ | ----------------- | --------- | --------- | --------- | --------- | ------- | ----- |
| Маттео Гатти | Гигантский слалом | 1:20.40   | 49        | DSQ       | DSQ       | DSQ     | DSQ   |
| Маттео Гатти | Слалом            | 1:08.52   | 49        | 1:03.41   | 44        | 2:11.93 | 43    |
| Анна Торсани | Гигантский слалом | 1:13.89   | 58        | 1:15.37   | 48        | 2:29.26 | 47    |
| Анна Торсани | Слалом            | DNF       | DNF       | —         | —         | —       | —     |